# John le Carré
John le Carré, pseudoniem van David John Moore Cornwell (Poole, 19 oktober 1931 – Truro, 12 december 2020) was een schrijver van thrillers en spionageverhalen. Tot kort voor zijn overlijden had hij de Britse nationaliteit, daarna de Ierse.

## Leven
Tijdens zijn eenjarige studie Duits aan de Universiteit van Bern ontwikkelde Le Carré een interesse voor vreemde talen. Hij studeerde daarna moderne talen aan het Lincoln College, Universiteit van Oxford. Na zijn studie gaf hij twee jaar les aan Eton College en solliciteerde toen bij de British Foreign Service, en later ook bij MI6, waardoor hij tussen 1959 en 1964 in Bonn en Hamburg, West-Duitsland gestationeerd was.
Bij zijn eerste vrouw had hij drie zonen, en uit zijn tweede huwelijk kwam nog een zoon voort.
In februari 2011 bepaalde hij dat zijn archief na zijn dood geschonken diende te worden aan de Bodleian Library van Oxford, omdat 'Oxford de inspiratiebron is van Smiley en ook de mijne'.
Na een kort ziekbed overleed Le Carré in december 2020 op 89-jarige leeftijd.

## Thrillers
John le Carré was de schrijver van veel thrillers over de Koude Oorlog. Twee van zijn boeken werden herwerkt tot televisieseries door de BBC. Na de val van de Muur schreef hij ook over nieuwe onderwerpen zoals de strijd tegen terrorisme en over multinationals.
Zijn schrijfstijl was in zekere zin een kritiek op de talrijke en succesvolle James Bondboeken. Dit is vooral te zien in de uitwerking van de protagonisten. De hoofdpersonages zijn vaak realistischer en minder heroïsch, dit maakt ook dat zijn boeken geloofwaardiger overkomen. De protagonist krijgt een menselijker gezicht, dit juist omdat hij ook fouten maakt en daarom de identificatie met de lezer gemakkelijker maakt. Ook geven zijn werken vaak kritiek op de manier waarop gespioneerd wordt, dat dit vaak ten koste gaat van de mensen in het veld. Verder wordt ook de cliché van goed tegen slecht verworpen, aangezien in de werkelijkheid het goede slechts is wat iemand gelooft dat goed is. Dit verschilt tussen beide tegenover elkaar gestelde partijen (meestal het Westen en de Sovjet-Unie) Een verdere samenhang met de menselijkheid van de personages is hier terug te vinden in de manier waarop zij gedwongen worden keuzes te maken tussen wat goed en slecht is, en hoe dat hen (en de lezer) aan het denken zet.

## Prijzen
- 1977 - James Tait Black Memorial Prize in de categorie Fictie
- 2020 - Olof Palme-prijs 2019. Het aan de prijs verbonden geldbedrag schonk hij aan Artsen zonder grenzen[2]